# Национален Дворец на Културата (станція метро)
Национален Дворец на Културата (болг. Метростанция „Национален дворец на културата“) — станція другої лінії Софійського метрополітену, введено в експлуатацію 31 серпня 2012, Станція розташована між бул. „Патриарх Евтимий“, бул. „Витоша“ й Националния дворец на културата.
Станція однопрогінна, з острівною платформою, завдовжки - 114 м, завширшки - 8 м
Пересадки
- Тр 1, 2, 5, 8, 9
- Т 1, 6, 7
- Национален Дворец на Културата II

## Ресурси Інтернету
Вікісховище має мультимедійні дані за темою: NDK Metro Station
- Sofia Metropolitan (Official site)
- More info in Bulgarian
- SofiaMetro@UrbanRail
- Sofia Urban Mobility Center
- Sofia Metro station projects
- 360 degree panorama from outside the station (south end)